# Трестија (Салаж)
Трестија (рум. Trestia) насеље је у Румунији у округу Салаж у општини Хида. Oпштина се налази на надморској висини од 274 m.

## Становништво
Према подацима из 2002. године у насељу је живело 368 становника, од којих су сви румунске националности.